# Oligomyrmex rugatus
Oligomyrmex rugatus är en myrart som beskrevs av Auguste-Henri Forel 1913. Oligomyrmex rugatus ingår i släktet Oligomyrmex och familjen myror. Inga underarter finns listade i Catalogue of Life.